# کنه رشیدالله فقید
کنه رشید الله فقید، روستایی است از توابع بخش گهواره و در شهرستان دالاهو استان کرمانشاه ایران.

## جمعیت
این روستا در دهستان گورانی قرار داشته و بر اساس سرشماری سال ۱۳۸۵ جمعیت آن (۱۳خانوار) ۶۱نفر
بوده است.